# Gerhard Wilhelm Kernkamp

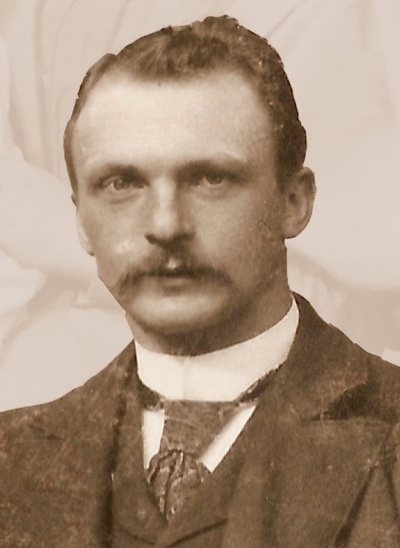
Gerhard Wilhelm Kernkamp, detail van een groepsportret, 1893

Gerhard Wilhelm (Willem) Kernkamp (Hoorn, 20 november 1864 - Utrecht, 9 oktober 1943) was hoogleraar geschiedenis aan de Universiteit Utrecht, en hoofdredacteur van De Groene Amsterdammer.
Prof. Dr. Kernkamp was een pionier op het gebied van de economische en sociale geschiedenis. Tevens was hij een van de eerste hoogleraren die college gaven in archiefonderzoek en hij stuurde zijn studenten ook naar de archieven om daadwerkelijk historisch onderzoek te verrichten. Hij stond bekend om zijn vlotte en duidelijke spreek- en schrijfstijl.
Politiek gezien stond Kernkamp aan de linkerkant, hoewel hij geen echte socialist was. Zijn ideeën kostten hem mogelijk in 1894 een hoogleraarsbenoeming in Groningen.

## Opleiding
Kernkamp volgde het Gymnasium in Haarlem, waarna hij van 1882 tot 1888 geschiedenis studeerde aan de Universiteit Utrecht. Hij promoveerde daar in 1890 bij J.A. Wijnne cum laude op het proefschrift De sleutels van de Sont.

## Loopbaan
- Leraar geschiedenis te Utrecht
- Hoogleraar geschiedenis Universiteit van Amsterdam (1901-1903)
- Hoogleraar algemene en vaderlandse geschiedenis  Rijksuniversiteit Utrecht (1903-1935), als opvolger van Frederik Jan Louis Krämer
- Bijzonder hoogleraar geschiedenis Nederlandsche Handels-Hoogeschool Rotterdam (1913-1935)
- Rector magnificus aan de Universiteit van Utrecht (1918-1919)
- Hoofdredacteur De Groene Amsterdammer (1920-1929)
- Mede-oprichter Comité van Waakzaamheid tegen het Nationaal Socialisme (1936)

## Publicaties
o.a.
- Algemeene geschiedenis (samen met Hajo Brugmans) (Leiden 1902-1908)
- Van menschen en tijden (Haarlem 1931)
- Acta et Decreta senatus. Vroedschapsresolutiën en andere bescheiden betreffende de Utrechtsche Academie (Utrecht 1936-1940. 3 dln.)
- Prins Willem II (Amsterdam 1943, heruitgave Rotterdam 1977 ISBN 9789061001485)